# Skala Kinseya

Graficzne przedstawienie odpowiedzi badanych na skali Kinseya. Szkic z Sexual Behavior of the Human Female.

Skala Kinseya (ang. Kinsey scale, Heterosexual-Homosexual Rating Scale) – opracowana w 1948 roku przez Alfreda Kinseya, Wardella Pomeroya i Clyde'a Martina skala określająca orientację seksualną człowieka. Uczeni sporządzili skalę w ramach sprawozdania z badań stwierdzających, że dychotomiczny podział ludzkich orientacji i historii seksualnych na heteroseksualne i homoseksualne nie znajduje odbicia w rzeczywistości. Skalę po raz pierwszy zaprezentowano w Sexual Behavior in the Human Male (1948), a następnie w Sexual Behavior of the Human Female (1953). Każdej z kategorii skali przypisano wartość od 0 do 6 oraz dodano wskaźnik „X” oznaczający brak zachowań seksualnych (współcześnie określany terminem „aseksualizm”):
| Wskaźnik | Opis                                                                           |
| -------- | ------------------------------------------------------------------------------ |
| 0        | wyłącznie heteroseksualny(-a)                                                  |
| 1        | przeważająco heteroseksualny(-a), incydentalnie homoseksualny(-a)              |
| 2        | przeważająco heteroseksualny(-a), bardziej niż incydentalnie homoseksualny(-a) |
| 3        | w równym stopniu heteroseksualny(-a) i homoseksualny(-a)                       |
| 4        | przeważająco homoseksualny(-a), bardziej niż incydentalnie heteroseksualny(-a) |
| 5        | przeważająco homoseksualny(-a), incydentalnie heteroseksualny(-a)              |
| 6        | wyłącznie homoseksualny(-a)                                                    |
| X        | aseksualny(-a)                                                                 |

Autorzy pisali:

Charakterystyczną cechą ludzkiego umysłu jest dychotymizowanie podczas kategoryzowania zjawisk. Seksualne zachowania są albo normalne, albo nienormalne, społecznie akceptowalne albo nieakceptowalne, heteroseksualne albo homoseksualne; jednocześnie wiele osób nie wierzy, że faktyczna klasyfikacja tych kwestii zawiera tylko skrajne wartości.

Współcześni seksuologowie uważają, że skala Kinseya jest nadal zbyt prosta – orientacja seksualna każdego człowieka jest unikalna i może nie mieścić się w powyższych kategoriach; część osób może również w ogóle nie chcieć etykietować własnej orientacji seksualnej. Tę nieadekwatność starają się rozwiązać pojęcie kontinuum seksualnego oraz tabela orientacji seksualnej Kleina.